# Pauropus caudaspinus
Pauropus caudaspinus är en mångfotingart som beskrevs av Hilton 1930. Pauropus caudaspinus ingår i släktet grovfåfotingar, och familjen fåfotingar. Inga underarter finns listade i Catalogue of Life.